# Juan de Ledesma
Juan de Ledesma (* 1713 in Segovia; † 1781) war ein spanischer Violinist und Komponist der Vorklassik.

## Leben
Juan de Ledesma war Bratschist im spanischen Hoforchester in Madrid, welches zu seiner Zeit von italienischen Komponisten, wie beispielsweise Farinelli, Domenico Scarlatti, Francesco Corselli oder Luigi Boccherini dominiert wurde, aber auch bedeutende italienische Geiger, wie Mauro D’Alay, Filippo Sabatini, Gaetano Brunetti, Francesco Landini oder Giacomo Facco, waren im Umfeld des Hofes tätig.

## Werk
Von Ledesma wurden 1986 Manuskripte von vier Sonaten für Violine und B. c. wiederentdeckt. In diesen wenigen erhaltenen Werken stellte er sein kompositorisches Können und seine Originalität dar. Die Werke stammten ursprünglich aus der Bibliothek des 6. Grafen von Fernán Núñez, Don Carlos José Gutierrez de los Rìoz i Rohàn Chabot, spanischer Botschafter am französischen Hof, der selber ein leidenschaftlicher Cembalist und Komponist war. In diesem Band waren 24 Manuskripte von Violinsonaten acht verschiedener Komponisten gebunden. Interessanterweise war auf jeder Sonate der Kaufpreis vermerkt. Mit Ausnahme einer Sonate von Giuseppe Tartini waren Ledesmas Sonaten deutlich teurer als die anderen Werke. Diese Sonaten weisen Ledesma als einen Komponisten aus, der deutlich unter italienischem Einfluss stand.

## Diskografie (Auswahl)
- Juan de Ledesma: Sonatas para violin y bajo, Blai Justo (Violine) Label Ramée, 2010